# Gee (EP)
Pour les articles homonymes, voir Gee.
Albums de Girls' Generation
Girls' Generation
(2007) Oh! (album de Girls' Generation)
(2010)
EPs par Girls' Generation
Tell Me Your Wish (Genie)
(2009)
Singles
1. Gee
Sortie : 5 janvier 2009

Gee est un mini-album du groupe sud-coréen Girls' Generation. L'album est sorti le 7 janvier 2009 en Corée du Sud.

## Liste des titres
| Gee   | Gee                                              | Gee          | Gee          | Gee   | Gee | Gee | Gee | Gee | Gee |
| No    | Titre                                            | Paroles      | Musique      | Durée |     |     |     |     |     |
| ----- | ------------------------------------------------ | ------------ | ------------ | ----- | --- | --- | --- | --- | --- |
| 1.    | Gee                                              | E-Tribe      | E-Tribe      | 03:20 |     |     |     |     |     |
| 2.    | 힘내! (Way to Go!)                               | Kim Jung Bae | Kenzie       | 03:04 |     |     |     |     |     |
| 3.    | Dear, Mom                                        | Ivy          | No Tae Ryung | 04:05 |     |     |     |     |     |
| 4.    | Destiny                                          | Choi Gap Won | James Read   | 03:26 |     |     |     |     |     |
| 5.    | 힘들어하는 연인들을 위해 (Let's Talk About Love) | Young H. Kim | Young H. Kim | 04:11 |     |     |     |     |     |
| 18:06 |                                                  |              |              |       |     |     |     |     |     |